# Cory Barlog
Cory Barlog (Sacramento, 2 settembre 1975) è un regista, scrittore e autore di videogiochi statunitense, direttore creativo di SIE Santa Monica Studio. È famoso per la creazione di God of War (2005), God of War II e di God of War (2018).

## Biografia
Prima di unirsi agli studios di Santa Monica di proprietà della Sony, Barlog ha lavorato per la creazione di Backyard Wrestling: Do not Try This at Home e X-Men: Next Dimension.
Quando si è unito a Santa Monica divenne l'animatore principale di God of War primo capitolo della fortunata saga che uscì nel 2005. Visto il successo del gioco divenne il direttore creativo del seguito, God of War II uscito nel 2007. Con quest'ultimo ha vinto il premio BAFTA per il suo lavoro di scrittura sul gioco. Ha lavorato anche come direttore creativo di God of War III per i primi otto mesi di sviluppo per poi lasciare la compagnia. Nonostante non facesse più parte di Santa Monica, aiutò nella creazione dello spin-off God of War: Ghost of Sparta che uscì nel 2010. 
È stato relatore principale all'ECAROcon 2008 a Syracuse, New York. Si è unito agli studios Avalanche Studios per la creazione del gioco Just Cause. Nel 2012 si unisce a Crystal Dynamics che poi lascia nel 2013 e nello stesso anno comunica di essere ritornato a Santa Monica. Barlog lavora come direttore creativo per lo studio, e dirige God of War, per il quale ha vinto la miglior direzione di un gioco e Gioco dell'anno ai The Game Awards 2018.